# Сеилала Мапусуа
Сеилала Мапусуа (енгл. Seilala Mapusua; 27. фебруар 1980) професионални је рагбиста и репрезентативац Самое, који тренутно игра за екипу Кубота спирс у јапанској топ лиги. Родио се на Самои, али је одрастао на Новом Зеланду, у Велингтону. Оставио је траг у супер рагбију, један је од само пет бекова, који су одиграли преко 50 мечева за Хајлендерсе. Добро обара и пробојан је у нападу. У сезони 2006-2007 придружио се Лондон Ајришу и постигао 4 есеја у 22 утакмице. У сезони 2008-2009 постигао је 9 есеја у 27 мечева. Укупно је одиграо за Лондон Ајриш 91 утакмицу у премијершипу и 23 у купу европских шампиона. У јануару 2011, одлази у Кубота спирсе. За репрезентацију Самое је дебитовао 17. јуна 2006. у тест мечу против Јапана. Једини есеј у дресу репрезентације постигао је против Велса у тест мечу новембра 2009. Био је део репрезентације Самое на 2 светска првенства (2007, 2011).